# Accordo di Erdut
L'Accordo di Erdut (in serbo-croato: Erdutski sporazum / Ердутски споразум), ufficialmente noto come Accordo di base sulla regione della Slavonia orientale, della Baranja e della Sirmia occidentale, fu un accordo raggiunto il 12 novembre 1995 tra le autorità della Repubblica di Croazia e le autorità locali serbe della regione della Slavonia orientale, della Baranja e della Sirmia occidentale sulla risoluzione pacifica della guerra d'indipendenza croata nella Croazia orientale. Ha avviato il processo di reintegrazione pacifica della regione sotto il controllo del governo centrale (attuato dalle Nazioni Unite) e ha fornito una serie di garanzie sui diritti delle minoranze e sul ritorno dei rifugiati. Prende il nome da Erdut, il villaggio in cui è stato firmato.
I firmatari erano Hrvoje Šarinić, l'ex primo ministro della Croazia, e Milan Milanović, un politico serbo locale che rappresentava l'autoproclamata Repubblica di Serbia Krajina (RSK) su istruzioni delle autorità della Repubblica federale di Jugoslavia. I testimoni erano Peter Galbraith, all'epoca ambasciatore per gli Stati Uniti in Croazia, e Thorvald Stoltenberg, intermediario delle Nazioni Unite.
Il territorio della Slavonia orientale, della Baranja e della Sirmia occidentale era stato precedentemente controllato dall'RSK, e prima ancora dalla SAO Slavonia orientale, Baranja e Sirmia occidentale. L'accordo è stato riconosciuto dalla risoluzione 1023 del Consiglio di sicurezza delle Nazioni Unite e ha aperto la strada all'istituzione dell'Autorità di transizione delle Nazioni Unite per la Slavonia orientale, la Baranja e la Sirmia occidentale. L'UNTAES non è stato concepito come una normale missione delle Nazioni Unite, ma piuttosto come un'amministrazione di transizione, parzialmente modellata sull'Autorità di transizione delle Nazioni Unite in Cambogia, fornendo quindi all'UNTAES un mandato di governo diretto e supremo sulla regione che era un effettivo protettorato delle Nazioni Unite.

## Storia
Nel 1995 una riunione degli ambasciatori stranieri a Zagabria ha redatto una proposta completa al presidente croato Franjo Tuđman e ai leader della Repubblica di Krajina serba a Knin finalizzata alla risoluzione pacifica della guerra d'indipendenza croata. La proposta era nota come "Piano Z-4" e proponeva la reintegrazione della Krajina nel quadro costituzionale croato sulla base di un nuovo accordo costituzionale che definiva la Krajina come una regione autonoma della Croazia. Il piano non prevedeva un'autonomia speciale per la Slavonia orientale, ma piuttosto un periodo di transizione di due anni. I leader della Krajina a Tenin si rifiutarono di ricevere la bozza di proposta che in seguito portò all'Operazione Flash e all'Operazione Tempesta e alla completa sconfitta militare della Krajina con il risultato che oltre 200.000 rifugiati serbo-croati lasciarono le loro case.
Contrariamente alla Krajina, la Slavonia orientale condivideva un lungo confine con la Repubblica di Serbia . Era anche economicamente e socialmente dipendente e politicamente molto più allineata con le autorità di Belgrado e Novi Sad rispetto alla Repubblica serba di Krajina. Ciò ha portato la comunità internazionale a credere che l'intervento croato nella Slavonia orientale avrebbe innescato una reazione militare dalla Jugoslavia e avrebbe portato a un'escalation delle ostilità. Allo stesso tempo, la sconfitta militare a Krajina e la firma dell'Accordo di Washington hanno aperto lo spazio per risolvere il conflitto armato in Bosnia che l'amministrazione statunitense voleva utilizzare come arma politica prima delle elezioni presidenziali statunitensi del 1996. La Croazia ha condizionato la sua partecipazione alla Conferenza di pace di Dayton alla risoluzione del conflitto nella Slavonia orientale, mentre la comunità internazionale ha insistito per evitare qualsiasi nuova importante escalation della crisi jugoslava. Ciò ha creato le condizioni in cui la risoluzione pacifica è stata preferita o accettabile per tutte le parti interessate.

### Cronologia accordi
Come parte dei suoi sforzi di pace in Bosnia, il presidente degli Stati Uniti Bill Clinton ha anche affermato:
Ci deve essere un piano a lungo termine per risolvere la situazione nella Slavonia orientale... basato sulla sovranità croata e sui principi del Piano Z-4 (ad esempio il governo nazionale serba, il diritto dei rifugiati al ritorno e le altre garanzie per i serbi che ci abitano).
Nonostante il posto di rilievo dell'autonomia territoriale nei piani del presidente Clinton e lo sforzo dell'ambasciatore statunitense Peter Galbraith di modellare questa proposta di autonomia sul precedente recentemente sospeso del distretto autonomo di Glina e Knin dalla legge costituzionale sulle comunità o minoranze nazionali ed etniche, questa proposta è stata respinta dal governo croato che ha preferito la soluzione militare all'autonomia territoriale. Questa ha convinto la comunità internazionale a puntare sui modelli di autonomia personale nazionale non territoriale, sui diritti delle minoranze e sulla cooperazione intercomunale. Il rifiuto di includere qualsiasi disposizione di autonomia territoriale ha rafforzato le richieste di disposizioni sui diritti umani.

## Disposizioni

### Ritorno dei rifugiati
All'amministrazione transitoria delle Nazioni Unite è stato chiesto di garantire la possibilità di ritorno dei rifugiati e degli sfollati alle loro case di origine. Gli stessi diritti dovevano essere garantiti sia a coloro che hanno lasciato la regione sia a coloro che sono venuti nella regione da altre parti della Croazia.

### Condivisione del potere intercomunale
Comitati congiunti di attuazione formati dalle comunità locali croate e serbe hanno assistito l'UNTAES nel governo della regione. Le forze di polizia locali sono state organizzate per avere un numero uguale di etnia croata e di etnia serba più un numero più piccolo di tutte le altre comunità della regione.

### Disposizioni sui diritti delle minoranze
L'accordo stesso e i successivi sviluppi e impegni durante il mandato UNTAES rappresentano la base su cui operano oggi numerose istituzioni di minoranza. L'istituzione del Consiglio Congiunto dei Comuni, con una popolazione a maggioranza serba era uno dei diritti espliciti concessi alla comunità serba. Contemporaneamente furono istituite altre istituzioni come il Consiglio nazionale serbo e il settimanale Novosti, mentre alcune, come Radio Borovo, furono registrate secondo le leggi croate. L'accordo richiede il rispetto dei più alti livelli di diritti umani e libertà fondamentali riconosciuti a livello internazionale.

## Impatto internazionale
L'accordo di Erdut stato citato come un caso precedente e comparabile dai diplomatici ucraini per l'attuazione del pacchetto di misure di Minsk II concordato nel quadro del protocollo di Minsk volto a fermare la guerra del Donbass.